# Menthonnex-sous-Clermont
Menthonnex-sous-Clermont là một xã trong tỉnh Haute-Savoie thuộc vùng Auvergne-Rhône-Alpes đông nam Pháp.